# Raddea richthofeni
Raddea richthofeni är en fjärilsart som beskrevs av Charles Boursin 1940. Raddea richthofeni ingår i släktet Raddea och familjen nattflyn. Inga underarter finns listade.